# Liste der Monuments historiques in Gennes (Doubs)
Die Liste der Monuments historiques in Gennes führt die Monuments historiques in der französischen Gemeinde Gennes auf.

## Liste der Immobilien
| Bezeichnung   | Beschreibung                                                                                 | Standort               | Kennzeichnung | Schutzstatus | Datum | Bild           |
| ------------- | -------------------------------------------------------------------------------------------- | ---------------------- | ------------- | ------------ | ----- | -------------- |
| Mairie-Lavoir | Bürgermeisterei mit Waschhaus im Erdgeschoss, im zweiten Viertel des 19. Jahrhunderts erbaut | 1 rue du Lavoir (Lage) | PA00101647    | Classé       | 1975  | weitere Bilder |

## Liste der Objekte
| Bezeichnung                         | Beschreibung                                                                      | Standort                         | Kennzeichnung | Schutzstatus | Datum | Bild |
| ----------------------------------- | --------------------------------------------------------------------------------- | -------------------------------- | ------------- | ------------ | ----- | ---- |
| Reiterskulptur Heiliger Gangolf     | Holz, farbig gefasst, 16. Jahrhundert                                             | in der Kirche St-Gengoult (Lage) | PM25000738    | Classé       | 1962  |      |
| Antoniusaltar                       | linker Seitenaltar; Retabel; Holz, farbig gefasst und vergoldet, 19. Jahrhundert  | in der Kirche St-Gengoult (Lage) | PM25002142    | Inscrit      | 1984  |      |
| Marienaltar                         | rechter Seitenaltar; Retabel; Holz, farbig gefasst und vergoldet, 19. Jahrhundert | in der Kirche St-Gengoult (Lage) | PM25002143    | Inscrit      | 1984  |      |
| Gemälde Heiliger Gangolf            | Ölfarbe auf Leinwand, Holzrahmen, 18. Jahrhundert                                 | in der Kirche St-Gengoult (Lage) | PM25002144    | Inscrit      | 1985  |      |
| Gemälde Heiliger Antonius der Große | Ölfarbe auf Leinwand, bezeichnet 1869                                             | in der Kirche St-Gengoult (Lage) | PM25002145    | Inscrit      | 1985  |      |